# Faye Carol
Faye Carol (Meridian (Mississippi)) is een Amerikaanse jazz- en blueszangeres.

## Biografie
Faye Carol werd geboren in Meridian in Mississippi. Nadat ze met haar familie naar Pittsburg (Californië) was verhuisd, nam ze deel aan het jeugdkoor in de Solomon Temple Missionary Baptist Church. Ze volgde pianolessen van Martha Young, het nichtje van Lester Young. Ze zong in bluesbars na haar afstuderen aan de middelbare school en won een talentenjacht in Oakland. Ze werkte samen met lokale bluesmuzikanten als Eddie Foster, Johnny Heartsman en Johnny Talbot. Tijdens de jaren 1970 werd ze meer een cabaretzangeres.
Haar vroege muzikale invloeden waren Sam Cooke, Aretha Franklin, Mahalia Jackson, Little Richard en Nancy Wilson. Ze begon haar zangcarrière met gospelmuziek, zong in de kerk en toerde landelijk met The Angelaires. Ze won een talentenjacht als jonge volwassene, wat leidde tot meerdere jaren van optreden, toeren en opnemen met Oakland blues en de funkband Johnny Talbot & The Thangs. Met Talbot nam ze de single Good Man op in 1967 en trad ze op in The Fillmore als openingsact voor James Brown, Otis Redding en Martha Reeves. Haar man Jim Gamble en pianiste Martha Young hebben haar blootgesteld aan de muziek van Billie Holiday, Horace Silver, Dinah Washington en het Great American Songbook.
Carol heeft gewerkt met Charles Brown, Ray Charles, Marvin Gaye, Billy Higgins, Bobby Hutcherson, Albert King, Pharoah Sanders, Marcus Shelby, Steve Turre, Paul Tillman Smith en Ben Vereen. Ze trad op tijdens het Berkeley Jazz Festival, Monterey Blues Festival, Monterey Jazz Festival (met haar dochter, pianiste Kito Gamble), San Francisco Blues Festival, San Francisco Jazz Festival en het San Jose Jazz Festival. 
Van 2001 tot 2013 was Carol oprichter en directeur van het programma Music in the Community van de Black Repertory Group in Berkeley (Californië).

## Prijzen en onderscheidingen
Ze ontving de East Bay Express Best of the East Bay, Best Singer of MC (2008), KPFA BAJABA (Bay Area Jazz en Blues Artist) Bay Area Living Legend Award (2003), Top Star Awards als Entertainer of the Year (1994) and Best Vocalist (1968); Cabaret Gold Awards (1978, 1983, 1984); Pittsburg Entertainment and Arts Hall of Fame (2015); Oakland Blues Walk of Fame (2015); Jazz Journalists' Association Jazz Hero Award (2014) en de City of Berkeley Lifetime Achievement Award (2016).

## Discografie
- 1996:	The Flow (with Kito Gamble Trio) (jazz) - World Stage; opnieuw uitgebracht bij Noir (1998)
- 2003:	The Dynamic Miss Faye Carol	(jazz) - Gamble Girls/CD Baby
- 2008:	Faye Sings Lady Day (Live At Yoshi's) (jazz) - Gamble Girls/CD Baby
- 2009:	Carolizing Christmas (jazz)	- Gamble Girls/CD Baby
- 2014:	Faye Sings Lady Day 2 (Live At Yoshi's) (jazz) - Gamble Girls/CD Baby
- 2007:	Harriet Tubman: Bound for the Promised Land	- Marcus Shelby
- 2009:	Soul of the Movement: A Tribute to Dr. Martin Luther King Jr. - Marcus Shelby
- 2007:	The Angola Project - Howard Wiley
- 2012:	Twelve Gates to the City - Howard Wiley
- 2006:	Represent - Sista Kee